# Residenset i Malmö
Residenset är en byggnad vid Stortorget i Malmö, som inrymmer bostads- och representationslokaler för landshövdingen i Skåne län . Det består av två sammanbyggda hus, båda från slutet av 1500-talet. Det västra är "Kungshuset" och det östra "Gyllenpalmska huset".

## Historia
Under 1600-talet ägdes "Kungshuset" av rådmannen Fadder Loch. Efter Skånes erövring år 1658 inkvarterade sig här med våld först generalguvernör Gustaf Otto Stenbock, sedan fältmarskalk Gustaf Banér. Den sistnämnde körde bokstavligt talat ut Fadder Loch på gatan. Fadder Loch anslöt sig till den danska invasionsarmén år 1676 men stupade i slaget vid Lund samma år.
De båda husen sammanslogs redan 1728–30 till en byggnad i funktion av residens för länets högste tjänsteman, landshövdingen. Dagens fasad är ett resultat av en ombyggnad från 1849 med Fredrik Wilhelm Scholander som arkitekt. I dag är det endast den västra volutgaveln samt ett litet så kallat kerubhuvud på den östra gaveln som minner om 1500–1600-talen.
Från november 1806 till maj 1807 styrdes Sverige från Malmö. Kung Gustav IV Adolf bodde med sin drottning Fredrika och tre kungabarn i Residenset vid Stortorget. Med kungafamiljen följde hovstaten och delar av den diplomatiska kåren varför också angränsande byggnader togs i anspråk. I stort sett hela norra sidan av torget disponerades av de förnäma gästerna. I Malmö uppkallades Gustav Adolfs torg efter Gustav IV Adolf, samt Drottningtorget efter drottning Fredrika.
Kung Karl XV avled på länsresidenset den 18 september 1872.
Trekungamötet 1914 ägde mellan den 18-19 december rum på Länsresidenset.
Landshövdingeresidenset i Malmö ägs av svenska staten och förvaltas av Statens fastighetsverk.